# Мотсунабе
Мотсунабе (яп. もつ鍋) — вид набемоно в японській кухні, який готується з яловичого або свинячого рубця або інших субпродуктів. 

## Короткий опис
Це популярне рагу з нутрощів різних видів м'яса, яке готується у звичайній кухонній каструлі або спеціальному японському горщику набе. Готуючи страву, беруть суп на основі місо або соєвого соусу, заливають ним підготовлені яловичі або свинячі субпродукти й трохи проварюють; додають також капусту й зелену цибулю. Основою супу зазвичай є соєвий соус з часником і перцем чилі або місо. Локшину Тямпон часто кладуть у каструлю та відварюють, щоб довершити страву. Субпродуктами, які використовуються в моцунабе, є переважно яловичі кишки, але можна використовувати й інші види субпродуктів.
Спочатку моцунабе було типовою стравою Фукуоки, але в 1990-х деякі ресторани пропонують її в Токіо, згодом мотсунабе викликало цілий бум у ЗМІ й стало відомим у всій країні. Пізніше, коли Японії досяг BSE, а бум перетворився на примху, ресторани моцунабе вже не були такими популярними в Канто та Токіо. У районі Кансай дуже популярною є страва хорумоньякі, що схожа на моцунабе й готується з яловичини або свинини. У Фукуоці моцунабе залишається популярною і відносно дешевою стравою. Вживається з алкоголем.